# 埃尔格塔
埃尔格塔（西班牙語：Elgueta）是西班牙巴斯克自治区吉普斯夸省的一个市镇。总面积17平方公里，总人口974人（2001年），人口密度57人/平方公里。